# Chameleon (videogioco 2005)
Chameleon è un videogioco stealth sviluppato da Silver Wish Games e pubblicato nel 2005 da Take Two Interactive. Il gioco non è mai stato distribuito per i mercati occidentali, ma solo in un ristretto numero di stati dell'est Europa (Repubblica Ceca, Russia, Polonia).

## Trama
La vicenda è ambientata negli anni ottanta e il giocatore interpreta il ruolo di un ex agente senza nome della CIA alla ricerca della vendetta personale per l'omicidio dei genitori, impiegati presso l'ambasciata statunitense in Nicaragua, uccisi quando era ancora adolescente proprio davanti ai suoi occhi da un misterioso cecchino.
La caccia al killer e ai mandanti lo porterà ad affrontare rischiose missioni in tutto il mondo, alcune delle quali in località inusuali come una base terroristica dell'IRA in Irlanda del Nord, l'Albania, la Moldavia sovietica, il Libano in piena guerra civile, Cuba o l'Afghanistan durante il conflitto tra l'Armata Rossa ed i Mujaheddin.

## Modalità di gioco
Il gioco è un tipico stealth in terza persona che si snoda attraverso varie missioni lineari ma piuttosto variegate che prevedono principalmente compiti di infiltrazione, acquisizione di informazioni e uccisione di bersagli. Alcuni elementi sono presi in prestito da altri classici del genere: per esempio il trascinamento per occultare i corpi dei nemici e le ambientazioni urbane da affrontare in abiti civili ricordano Hitman, mentre il meccanismo di furtività basato essenzialmente sulla visibilità determinata dal livello di esposizione alla luce è analogo a quello di Splinter Cell. È possibile avvicinarsi silenziosamente alle spalle dei nemici e metterli fuori combattimento sia con una presa a mani nude che mediante un taser.
Un approccio furtivo, seppur non strettamente necessario, è incoraggiato nella maggior parte delle missioni, a causa della preponderanza dei nemici e della scarsa disponibilità di munizioni; un numero molto ristretto di missioni comunque è superabile soltanto eliminando tutti i nemici in modalità sparatutto. L'equipaggiamento è tipico dello spionaggio e include un grimaldello, un visore notturno, un binocolo, un cavo ottico e una minicamera. Le principali armi disponibili sono una Desert Eagle, una Colt M1911, un MP5, un AK-47, un fucile Dragunov e una piccola balestra.
Il motore grafico del gioco è il LS3D engine, lo stesso utilizzato per Mafia e Hidden & Dangerous 2.

## Missioni
- Missione 1: Belfast, strade (Belfast, Ulster)
- Missione 2: Belfast, magazzino (Belfast, Ulster)
- Missione 3: Donegal (Donegal, Ulster)
- Missione 4: Albania, aeroporto (Albania)
- Missione 5: Albania, aereo (Albania)
- Missione 6: Moldavia, stazione (Moldavia)
- Missione 7: Moldavia, treno (Moldavia)
- Missione 8: Baltimora (Baltimora, Stati Uniti)
- Missione 9: Colombia, prigione (Colombia)
- Missione 10: Beirut, strade (Beirut, Libano)
- Missione 11: Beirut, attacco (Beirut, Libano)
- Missione 12: Beirut, underground (Beirut, Libano)
- Missione 13: Argentina, porto (Argentina)
- Missione 14: Argentina, sottomarino (Argentina)
- Missione 15: Cuba, porto (Cuba)
- Missione 16: Cuba, L'Avana (L'Avana, Cuba)
- Missione 17: Afghanistan (Afghanistan)

## Distribuzione
La versione originale del gioco includeva il sistema di protezione Starforce che, se installato su Windows 7 o successivi, può addirittura corrompere irrimediabilmente l'avvio del sistema operativo.
La successiva distribuzione Kolekce Klasiky del gioco era priva di tale sistema di protezione.

## Accoglienza
Il gioco ha ricevuto un'accoglienza mediamente positiva dalla critica. Attualmente ha una valutazione di 77% su HodnoceniHer.cz e di 78% su MobyGames.